# 佐藤功一 (俳優)
佐藤 功一（、1932年〈昭和7年〉1月18日 - ）は、日本の俳優。東京都出身。早稲田大学卒業。身長174センチメートル。

## 人物
1953年11月、大学在学中に帝国劇場へ入団。1955年、帝劇のシネラマ設置に伴い、東宝の専属俳優となる。
クレジットされる作品は少数だが、1950年代から1970年代まで活動していた。東宝の俳優であった中島春雄によれば、東宝が専属制度を廃止したのちに佐藤は清水良二らとともに養鶏会社へ転職したという。

## 出演作品

### 映画
- ゴジラシリーズ
  - ゴジラの逆襲（1955年） - 防衛隊員[4]
  - キングコング対ゴジラ（1962年） - 自衛隊員[要出典]
  - モスラ対ゴジラ（1964年） - ハッピー興業社社員[出典 3]
  - 三大怪獣 地球最大の決戦（1964年） - 記者[4]、横浜の自衛隊員[4]
  - 怪獣大戦争（1965年） - 宇宙局局員、自衛隊員（2役）[要出典]
  - ゴジラ・エビラ・モスラ 南海の大決闘（1966年） - 赤イ竹隊員[要出典]
  - 怪獣総進撃（1968年） - 病院の医師、村人、新聞記者、国連科学委員会技師（4役）[要出典]
  - ゴジラ・ミニラ・ガバラ オール怪獣大進撃（1969年） - 警官[4]
- 獣人雪男（1955年） - 大場組D[7]
- 囚人船（1956年） - 漁撈
- 地球防衛軍（1957年） - 防衛隊員[要出典]
- 変身人間シリーズ
  - 美女と液体人間（1958年） - 佐藤
  - ガス人間第一号（1960年） - 観客の男[出典 1]
- 暗黒街の顔役（1959年） - ランデブーのボーイ
- コタンの口笛（1959年）
- 宇宙大戦争（1959年） - スピップ2号乗員[1][2]
- 大坂城物語（1961年）
- 暗黒街の弾痕（1961年） - 志満の手下
- 顔役暁に死す（1961年） - 半田組子分
- モスラ（1961年） - 防衛隊幹部
- 暗黒街撃滅命令（1961年） - 矢坂組乾分[要出典][8]
- 妖星ゴラス（1962年） - 鳳号操縦員[1]
- にっぽん実話時代（1963年） - やくざ
- 秘剣（1963年） - 石神大八
- 海底軍艦（1963年） - ムウ帝国人[要出典]
- クレージー作戦シリーズ
  - 香港クレージー作戦（1963年） - 香港の警察
  - 無責任遊侠伝（1964年） - ディーラー
  - 大冒険（1965年） - 秘密結社隊員[要出典]
  - クレージーのぶちゃむくれ大発見（1969年） - 鬼熊の配下
  - クレージーの大爆発（1969年） - 警官
- 君も出世ができる（1964年） - お茶漬け屋の客、箱根ホテルの客（2役）
- 宇宙大怪獣ドゴラ（1964年） - 炭鉱の作業員[要出典]
- 暗黒街全滅作戦（1965年） - 子分
- フランケンシュタイン対地底怪獣（1965年） - 記者、秋田油田職員、自衛隊員（3役）[要出典]
- ゼロ・ファイター 大空戦（1966年） - 艦隊の参謀 ※ノンクレジット
- フランケンシュタインの怪獣 サンダ対ガイラ（1966年） - 自衛隊員[要出典]
- お嫁においで（1966年） - レストランの客
- キングコングの逆襲（1967年） - エクスプロアー号乗組員[要出典]
- 100発100中 黄金の眼（1968年） - 部下
- 斬る (1968年)
- 連合艦隊司令長官 山本五十六（1968年） - 連合艦隊機関参謀[要出典]
- 緯度0大作戦（1969年） - 宇宙船回収船の衛生下士官[要出典]
- ゲゾラ・ガニメ・カメーバ  決戦!南海の大怪獣（1970年）  - 新聞記者[要出典]

### テレビドラマ
- ウルトラシリーズ
  - ウルトラQ 第3話「宇宙からの贈りもの」（1966年） - 黒メガネの男[3]
  - ウルトラセブン 第14話「ウルトラ警備隊西へ（前編）」（1968年） - アーサー号艦長
- 昔三九郎 第4話「詑証文」（1968年）
- 五人の野武士 第21話「人には人の夢がある」（1969年）
- 東京バイパス指令 第43話「ロスコー32口径を追え」（1969年） - 刑事